# 寺澤大介
寺沢 大介、（1959年6月10日—）、日本漫畫家。兵庫縣神戶市出身。血型O型。作品大多以料理漫畫為主，代表作有《妙手小廚師》、《將太的壽司》等。

## 作品
- 《妙手小廚師》系列
  1. 妙手小廚師、全19冊、原名《ミスター味っ子》
  2. 妙手小廚師II、全13冊、原名《ミスター味っ子II》
  3. 妙手小廚師 幕末篇、全4冊、原名《ミスター味っ子 幕末編》
- 《將太的壽司》系列
  1. 將太的壽司、全27冊、原名《将太の寿司》
  2. 將太的壽司－全國大賽篇、全17冊。原名
  3. 將太的壽司2 world stage、全4冊。原名
- 收妖童子、全4冊、原名《WARASHI（日语：WARASHI）》
- 大食客、全4冊、原名
- 美食偵探王、16冊、原名《喰いタン》
- 修復達人研究室、2冊、原名
- 組裝勇者、全3冊、原名（原作：廣井王子）

## 外部連結
- （日語）